# Albert Ribollet
 (novembre 2024).
Gabriel Albert Ribollet, né le 6 août 1884 à Lyon et mort le 10 avril 1963 à Nice, est un organiste et compositeur français.

## Biographie
Fils d'une famille bourgeoise de Lyon, il entre en 1902 au Conservatoire de Paris, où il a notamment comme professeurs d'orgue Charles-Marie Widor, Louis Vierne et Alexandre Guilmant, et comme professeurs de composition André Gedalge et Xavier Leroux.
Il débute comme organiste à l'église Notre-Dame-de-Grâce de Passy et assure en même temps les fonctions de maître de chapelle à Notre-Dame-du-Rosaire de Paris. En 1913, il déménage à Nice, où il est nommé en organiste du casino municipal, puis peu après organiste titulaire de la cathédrale Sainte-Réparate. Il est blessé durant la Première Guerre mondiale et doit être amputé de la jambe droite. De 1948 à 1954, il est directeur de l'école municipale de musique de Nice.
Marié à Marie Louise Bressy, ils eurent quatre enfants. 
Ribollet a composé de nombreuses œuvres, pour la plupart encore inédites.